# Lőrinc Péter
Löbl Árpád (szerbhorvát kiadványokban: Arpad Lebl. Leggyakrabban használt álnevei Lőrinc Péter és Láng Árpád. (Antalfalva, 1898. június 14. – Újvidék, 1983. február 13.) jugoszláviai magyar pedagógus, író, költő, újságíró, szociológus, művelődéstörténész.
A polgári illetve két ismertebb álneve mellett szerepelt még Lányi András, Lovass István, Lovrics Péter, Varga Péter illetve Žarko Plamenac, Josipovic, Darlic néven is. A két világháború között megjelenő Híd című folyóiratban az L.Á., L. P., -c-r szignókat használta. A Lőrincz Péter illetve Lóbl Árpád feltehetően csupán elírás vagy sajtóhiba. Hasonlóan a Lőbl Árpád és a Plamenae névváltozatok is.

## Élete
A Budapesti Tudományegyetem bölcsészettudományi karán tanult 1916-tól. Az alapvizsgát 1919-ben tette le, ugyanis közben 1916-tól 1918-ig alhadnagyi rangban az orosz és az olasz fronton harcolt. Ezalatt írta háborúellenes verseit, amelyeket a Lány és béke címmel a katonai cenzúra megkerülésével adott ki 1918-ban Pancsován. Emiatt hadbíróság elé állították, de felmentették. Ebben az időben került kapcsolatba a marxisták egyik budapesti csoportjával (Bokányi Dezső, Bresztovszky Ernő, Korvin Ottó, és mások). 1918 októberében részt vett a 33. ezred lázadásában. 1919-ben a szocialista egyetemi hallgatók szervezetének aktív tagja volt. A Tanácsköztársaság bukása után tért vissza Pancsovára, ahol a szerb kommunista párt helyi szervezetében tevékenykedett. Tanári oklevelét végül 1924-ben a Belgrádi Egyetem bölcsészettudományi karán szerezte meg, és 1925-ben tette le a tanári vizsgát. Középiskolai tanárként dolgozott a Vajdaságban, Szerbiában, Macedóniában. Néhány alkalommal politikai nézetei, tevékenysége miatt büntetésből helyezték át. 1921-től Nagybecskereken és Fehértemplomban magyar, német és szerb tannyelvű középiskolákban tanított. 1924–27-ben a Gornji Milanovac-i Gimnáziumban, 1927–30-ban a pancsovai kereskedelmi iskolában majd 1930–36-ban ismét Nagybecskereken tanított.
Az 1920-as és 30-as években magyar (Baranyai Magyar Újság, Futár, Közakarat, Krónika, Szabad Szó stb.), később főként szerbhorvát nyelvű baloldali újságok és folyóiratok állandó munkatársa volt. Miután 1936-ban áthelyezték a macedóniai Bitolába, cikkei főleg a Híd és a Naš život hasábjain jelentek meg.
1939-ben nyugdíjazták. Ezt követően költözött Pancsovára, de még abban az évben reaktiválták és Szabadkára helyezték. A második világháború idején, 1941 áprilisától katona volt, de hamar fogságba esett, és 1945. február végéig a hammersteini hadifogolytáborban tartották fogva, ahonnan Szabadkára tért haza. 1945–46-ban a történelemoktatás és a vajdasági nemzetiségi iskolák szervezésének kérdéseivel foglalkozott szerb köztársasági oktatási minisztériumban. 1949-ig a Vajdasági Tartományi Végrehajtó Tanács közoktatási osztályán dolgozott. Ezt követően kiadói szerkesztő és tartományi tanfelügyelő volt. 
1949-től az Újvidéki Pedagógiai Főiskola és Magyar Tanszék tanára lett 1959-es hivatalos nyugállományba vonulásáig, de ezt követően haláláig az Újvidéki Egyetem magyar tanszékén történelmet, marxizmust, politikai gazdaságtant és szociológiát tanított. 1951-ig tagja volt a Híd szerkesztő bizottságának. 1951-ben az ő kezdeményezésére alakult meg a Vajdasági Történelmi Társaság, amelynek 1968-ig elnöke, illetve alelnöke volt.
Több kötetesre tervezett Emberek az embertelenségben című emlékiratának kötetei 1962-től jelentek meg az újvidéki Forum Könyvkiadónál Válságok és erjedések (1962), Vándorlások (1965) és a Pirkadás (1978) címmel.
Újvidéken hunyt el 1983-ban.
Szerb-horvát nyelvű irodalmi, közírói munkássága is jelentős volt. Írásos hagyatékát, kéziratait és levelezését a Matica Srpska kézirattára őrzi Újvidéken.

## Magyar nyelvű művei
- Löbl Árpád: Lány és béke, versek, Horovitz, Pancsova, 1918, 37 oldal
- ?: A magyar jobbágyság kialakulása, tanulmányok, Szabadka, 1939
- ?: Erdély múltja és jelene, tanulmányok, Szabadka, 1940
- Lőrinc Péter: A kuruckor, tanulmányok, Szabadka, 1947
- Lőrinc Péter: Nemzet születik Macedónia katlanjaiban,[7] riportkönyv, Újvidék, 1949
- Lőrinc Péter: A nagy póri pör – Birtok-kisajátítás és aratósztrájk Vajdaságban, tanulmányok, Újvidék, 1950, 103 oldal
- Lőrinc Péter: Hétköznapok, regény, Újvidék, 1951, 480 oldal
- Lőrinc Péter: Görbe-utca 23, elbeszélések, Testvériség-Egység Könyvkiadóvállalat, Újvidék, 1952, 160 oldal
- ?: Adalék a vajdasági agrárkérdés történetéhez 1848-1849, tanulmányok, Újvidék, 1956
- Lőrinc Péter: Alakok, irodalmi riportok, Fórum Könyvkiadó,[8] Újvidék, 1960, 218 oldal
- Lőrinc Péter: Emberek az embertelenségben, önéletrajz, I-III, Újvidék, 1962-78
  - Válságok és erjedések 1918-1921, emlékezések, Fórum Könyvkiadó, Újvidék, 1962, 375 oldal
  - Vándorlások 1921-1930, emlékezések, Újvidék, 1965
  - Pirkadás 1930-1941, emlékezések, Forum, Újvidék, 1978, 244 oldal
- Löbl Árpád (bev. és közli): A nagybecskereki Magyar Nemzeti Tanács jegyzőkönyvei, A Novi Sad-i Bölcs. Kar évkönyve, Újvidék, 1967, 419-445 oldal
- Lőrinc Péter: A torontáli falu szociográfiai viszonyai egykori íróink megvilágításában a századforduló éveiben – 1881-1918, Újvidéki Bölcsészettudományi Kar, Újvidék, 1971, 171-227. oldal
- Darvas Gábor–...–Láng Árpád-...: Irodalmi hagyományaink – Kilenc évszázad írásaiból, Forum Lap- és Könyvkiadó Vállalat, Újvidék, 1971, 1973
  - benne Igen-Nem-Fehér-Fekete című írása
- Arató Endre–...–Láng Árpád: Márciusi zsoltár – A jugoszláviai magyar avantgarde költészete, Forum Könyvkiadó, Újvidék, 1973
  - benne harminc rövid írása
- Láng Árpád: Idő és művészet, aktivista írások, Munkásegyetem, Szabadka, 1972
- Lőrinc Péter: Bánát magyar nyelvű polgári társadalomtudománya a századforduló idején 1880-1918, Hungarológiai Intézet, Újvidék, 1973, 263 oldal
- Lőrinc Péter: A magyarság mint a Híd szerkesztője és olvasótábora, A Hungarológiai Intézet Tudományos Közleményei 6., Hungarológiai Intézet, Újvidék, 1974, 111-117 oldal
- Lőrinc Péter: Bácskai polgári politikai elmélet 1880-1920, tanulmányok, Életjel könyvek 11., Életjel kiadó, Újvidék,[9] 1976, 128 oldal
- Lőrinc Péter: Harcban a földért – A magyar fasizmus jugoszláviai földbirtokpolitikája (1941-1944), Akadémiai Kiadó, Budapest, 1977, 230 oldal, ISBN 963-05-1234-3
- El nem taposható csillagok – Forradalmi költészetünk 1937-1977, Forum Könyvkiadó, Újvidék, 1977, 100 oldal 
  - benne Lőrinc Péter: Mi függőleges? (részlet)
- Lőrinc Péter: A Pleitz-ház tudományos kiadói tevékenysége a bánáti rónán, Magyar nyelv, Irodalom és Hungarológiai Kutatások Intézete, Újvidék, 1978, 201 oldal
- Lőrinc Péter: Pirkadás 1930-1941, emlékezések, Forum, Újvidék, 1978, 244 oldal (Emberek az embertelenségben III. Lásd fentebb (1962))
- El nem taposható csillagok – Forradalmi költészetünk 1937-1979, Forum Könyvkiadó, Újvidék, 1979, 227 oldal 
  - benne Lőrinc Péter: Jogok, Hozzátok, Felőrlődnek az idegek az állandó hiábavaló harcban, valamint Mi függőleges? (részlet) című írása
- Lőrinc Péter: Társadalom és művészet, tanulmányok, Forum, Újvidék, 1981,[10] 196 oldal

## Műfordítás
- Slobodan Gligorijevic-Dr. Ljubisav Markovic-Svetolik Popovic-Branko Mijovic: Politikai gazdaságtan, Fórum Könyvkiadó,  Újvidék, 1964, 350 oldal, fordította: Lőrinc Péter

## Díjai, elismerései
- 1977 – Zsáki József-díj
- 1979 – Üzenet-díj